# Nivation

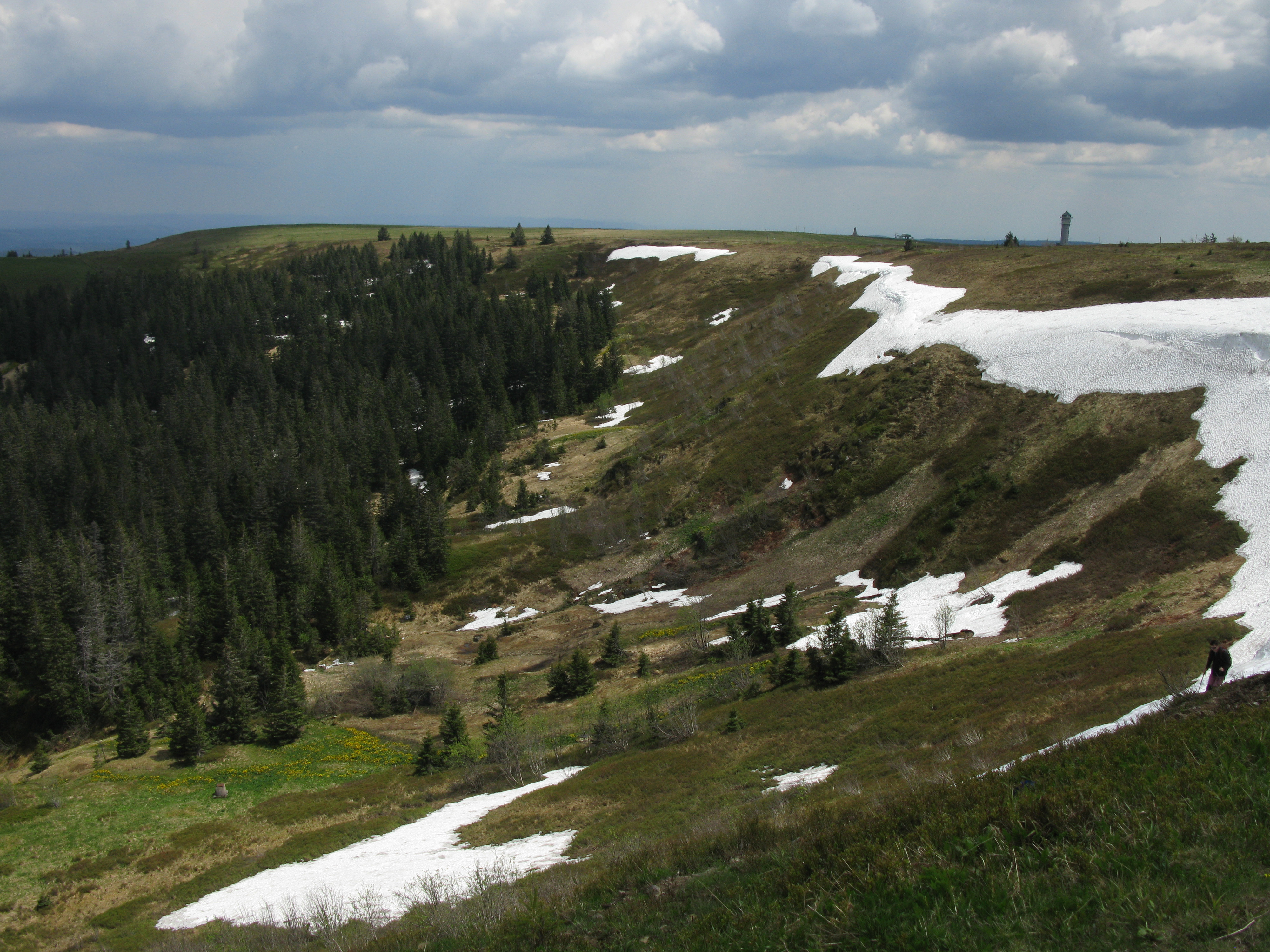
Nivationsmulden am Nordhang des Feldbergs, Schneetälchen-Vegetation, Situation Anfang Juni

Als Nivation (von lat. nivalis 'schneeig') werden in der Geomorphologie Verwitterungs- und Erosionsprozesse – untergeordnet auch Ablagerungs- und Akkumulationsprozesse – bezeichnet, die durch temporäre und perennierende Schneeflecken in Periglazialgebieten beschleunigt und/oder intensiviert werden. Der Begriff wird mit unterschiedlich weiten Definitionen gebraucht und ist deshalb umstritten. 

## Begriffsgeschichte und Definition
Für die geomorphologischen Prozesse an temporären und perennierenden Schneeflecken in den Bighorn Mountains (Wyoming) führte Matthes (1900) den Ausdruck Nivation ein. Der Begriff wurde auch auf Formungsprozesse temporärer (zeitweiliger) und perennierender (ganzjährig beständiger) Schneeflecken in den Periglazialgebieten der polaren Regionen übertragen. Spätere Autoren haben den Begriff sehr viel weiter gefasst und allgemein auf die Landschaftsformung durch Schnee bezogen: die Wirkung des Schnees auf den Untergrund durch Bewegung, Druck und die Schmelzwässer umfassend. Schunke (1974) sah in der Nivation ein komplexes Phänomen aus Frostsprengung, Solifluktion, Abspülung, Kryoturbation und Sturzdenudation.
In den Gebirgen tritt Nivation großflächig oberhalb der Baumgrenze in der alpinen und subnivalen Höhenstufe auf, vor allem in nichtkonsolidierten Ablagerungen, seltener auch schon unterhalb der Baumgrenze. Die Hauptverbreitung liegt jedoch in den Periglazialgebieten der polaren Regionen.

## Nivationsprozesse und Oberflächenformen
In den Periglazialgebieten mit nicht konsolidierten Oberflächensedimenten und Permafrostböden dominieren im Frühsommer Schneeflecken die geomorphologische Entwicklung weiter Gebiete und kontrollieren die Verteilung der Vegetation. Die Verteilung der Schneeflecken wiederum ist durch die Landschaftsform selber, die dominierenden Windrichtungen im Winter und die Schneehöhen bedingt. Schneeflecken bilden sich meist immer wieder in denselben Positionen, meist in Mulden, und apern erst viel später als die bereits schneefreie Umgebung aus. Unterhalb der Schneeflecken tritt Schmelzwasser aus und durchfeuchten dort den Boden in besonderem Maße. Dadurch können hier frostdynamische Prozesse, wie eine intensive Frostverwitterung, besonders gut ansetzen. Hinzu kommt eine verstärkte chemische Verwitterung im Bereich der Schneeflecken.
Weitere mit Schneeflecken verbundene Prozesse sind kleinere Erdrutschungen und Erdfließen, niveo-äolischer Sedimenttransport durch Wind, Sedimenttransport durch fließendes Wasser auf dem Schnee oder in Tunnels unter dem Schnee, Erosion durch den sich langsam bewegenden Schnee und fließendes Wasser unter dem Schnee, Solifluktion und Abluation.
Die hauptsächlichen geomorphologischen Oberflächenformen der Nivation sind je nach Hangneigung hangparallele oder halbkreisförmige Nivationsmulden, Nivationswannen oder Nivationsnischen (im flachen Relief), die durch weitere Hangabbrüche hangaufwärts wachsen können. Da sich in den Nischen immer wieder Schneeflecken bilden, vertiefen und vergrößern sich diese. Als Besonderheit können sich Nivationsterrassen ausbilden. An steileren Hängen bilden sich Nivationstrichter und Nivationsrunsen. 
Am unteren Rand der Nischen können sich kleine Erdwälle bilden durch Zusammenschieben von erdigem Material oder durch Rutschungen von Erde über den Schnee. Durch Abspülungen können im Vorfeld der Schneeflecken Steinpflaster entstehen sowie alluviale Erosionsrinnen und abluate Sedimente in Schwemmfächern unterhalb der Schneeflecken.

## Erweiterte Bedeutung
Im weiteren Sinne des Begriffes werden auch Schneehaldenmoränen, Lawinentobel, Blattanbrüche, Schnee- und Lawinenschurf-Plaiken dazugerechnet. Die meisten Autoren folgen dieser weiten Definition jedoch nicht.